# 탱커 (선박)

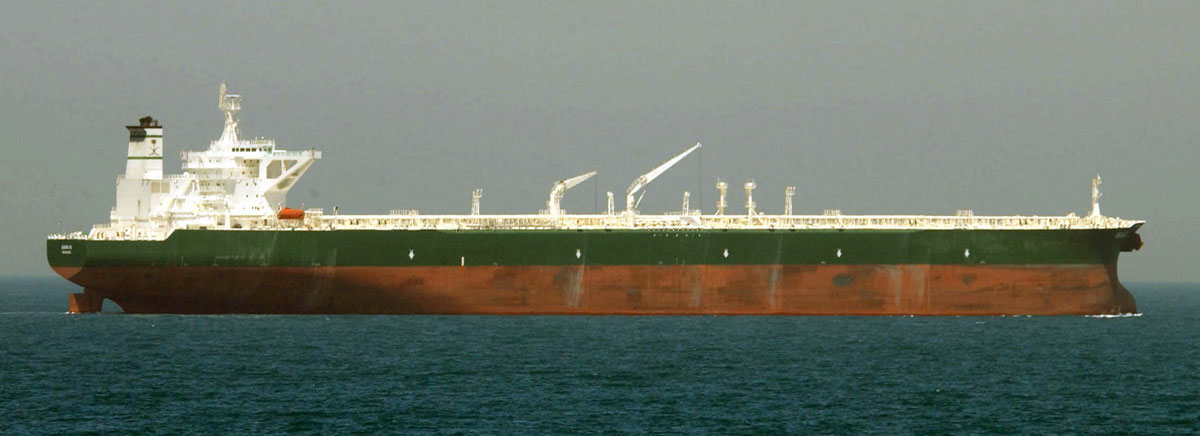

탱커(tanker) 또는 탱크선은 액체나 기체를 산적 상태로 운송하거나 저장하도록 설계된 선박이다. 탱커의 주요 유형으로는 유조선, 케미컬 탱커, 화물선, 가스 운반선이 있다. 탱커는 식물성 기름, 당밀, 와인과 같은 상품도 운반한다. 탱커는 19세기 후반 철 및 강철 선체와 펌핑 시스템이 개발되면서 처음 개발되었다. 2005년 기준으로 전 세계적으로 10,000LT DWT 이상의 탱커와 초대형 탱커는 4,000척이 조금 넘었다.